# 1948年夏季奧林匹克運動會摔跤比賽

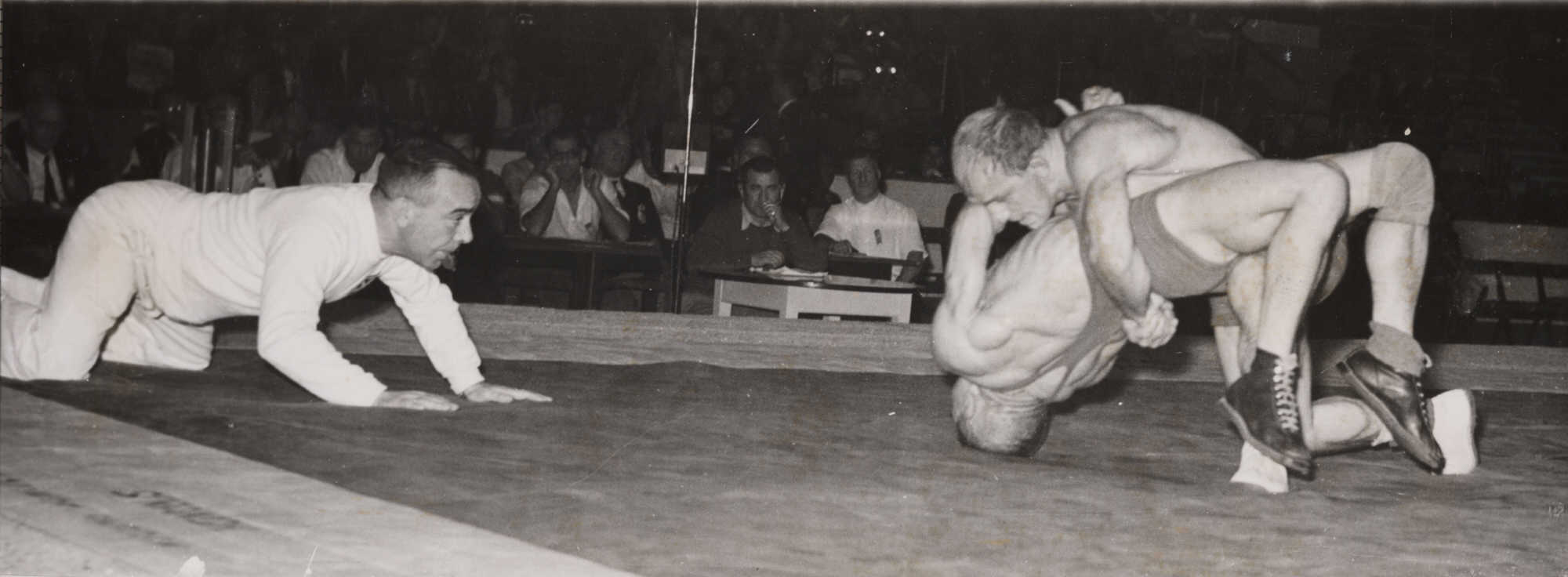
瑞典的奥勒·安德贝里在次轻量级比赛中与匈牙利的费伦茨·托特摔跤

1948年夏季奥林匹克运动会摔跤比赛共分为16个男子小项，古典式和自由式各8个。自由式于1948年7月29日至7月31日举行，古典式于1948年8月3日至8月6日举行。

## 奖牌得主

### 古典式
| 项目     | 金牌                              | 银牌                              | 铜牌                              |
| 蝇量级   | 彼得罗·隆巴尔迪 · 意大利（ITA）   | 凯南·奥尔贾伊 · 土耳其（TUR）     | 雷诺·坎加斯迈基 · 芬兰（FIN）     |
| 雏量级   | 库尔特·彼得森 · 瑞典（SWE）       | Mahmoud Hassan · 埃及（EGY）      | 哈利勒·卡亚 · 土耳其（TUR）       |
| 次轻量级 | 穆罕默德·奥克塔夫 · 土耳其（TUR） | 奥勒·安德贝里 · 瑞典（SWE）       | 托特·费伦茨 · 匈牙利（HUN）       |
| 轻量级   | 古斯塔夫·弗赖 · 瑞典（SWE）       | Aage Eriksen · 挪威（NOR）        | 费伦茨·卡罗伊 · 匈牙利（HUN）     |
| 次中量级 | 约斯塔·安德松 · 瑞典（SWE）       | 西尔瓦希·米克洛什 · 匈牙利（HUN） | Henrik Hansen · 丹麦（DEN）       |
| 中量级   | 阿克塞尔·格伦贝里 · 瑞典（SWE）   | 穆利斯·塔伊富尔 · 土耳其（TUR）   | 埃尔科莱·加莱加蒂 · 意大利（ITA） |
| 次重量级 | 卡尔-埃里克·尼尔松 · 瑞典（SWE）  | 凯尔波·格伦达尔 · 芬兰（FIN）     | Ibrahim Orabi · 埃及（EGY）       |
| 重量级   | 艾哈迈德·基雷奇契 · 土耳其（TUR） | 托尔·尼尔松 · 瑞典（SWE）         | 圭多·凡托尼 · 意大利（ITA）       |

### 自由式
| 项目     | 金牌                            | 银牌                            | 铜牌                          |
| 蝇量级   | 伦纳特·维塔拉 · 芬兰（FIN）     | 哈立德·巴拉米尔 · 土耳其（TUR） | 图勒·约翰松 · 瑞典（SWE）     |
| 雏量级   | 纳苏赫·阿卡尔 · 土耳其（TUR）   | 杰拉尔德·利曼 · 美国（USA）     | Charles Kouyos · 法国（FRA）  |
| 次轻量级 | 加赞费尔·比尔盖 · 土耳其（TUR） | 伊瓦尔·舍林 · 瑞典（SWE）       | Adolf Müller · 瑞士（SUI）    |
| 轻量级   | 杰拉勒·阿蒂克 · 土耳其（TUR）   | 约斯塔·弗伦德福什 · 瑞典（SWE） | Hermann Baumann · 瑞士（SUI） |
| 次中量级 | 亚沙尔·多乌 · 土耳其（TUR）     | 迪克·加勒德 · （AUS）           | 利兰·梅里尔 · 美国（USA）     |
| 中量级   | 格伦·布兰德 · 美国（USA）       | 阿迪勒·詹代米尔 · 土耳其（TUR） | 埃里克·林登 · 瑞典（SWE）     |
| 次重量级 | 亨利·威滕伯格 · 美国（USA）     | Fritz Stöckli · 瑞士（SUI）     | 本特·法尔奎斯特 · 瑞典（SWE） |
| 重量级   | 博比什·久洛 · 匈牙利（HUN）     | 贝蒂尔·安东松 · 瑞典（SWE）     | 吉姆·阿姆斯特朗 · （AUS）     |

## 参赛国家和地区
本赛共有来自29个国家和地区的219名运动员参加：
- 阿根廷（8）
- （4）
- 奥地利（5）
- 比利时（9）
- 加拿大（6）
- 古巴（3）
- 捷克斯洛伐克（3）
- 丹麦（5）
- 埃及（13）
- 芬兰（15）
- 法国（11）
- 英国（16）
- 希腊（5）
- 匈牙利（12）
- 印度（6）
- 意大利（11）
- 韩国（4）
- 黎巴嫩（5）
- 卢森堡（2）
- 墨西哥（4）
- 荷兰（4）
- 挪威（6）
- 菲律宾（1）
- 南非（3）
- 瑞典（16）
- 瑞士（12）
- 土耳其（16）
- 美国（8）[2]

注：巴基斯坦四名选手因误报名古典式而非自由式导致未参加比赛。

## 奖牌榜
| 排名                      | 国家 / 地区               | 金牌 | 銀牌 | 銅牌 | 总计 |
| ------------------------- | ------------------------- | ---- | ---- | ---- | ---- |
| 1                         | 土耳其（TUR）             | 6    | 4    | 1    | 11   |
| 2                         | 瑞典（SWE）               | 5    | 5    | 3    | 13   |
| 3                         | 美国（USA）               | 2    | 1    | 1    | 4    |
| 4                         | 匈牙利（HUN）             | 1    | 1    | 2    | 4    |
| 5                         | 芬兰（FIN）               | 1    | 1    | 1    | 3    |
| 6                         | 意大利（ITA）             | 1    | 0    | 2    | 3    |
| 7                         | 瑞士（SUI）               | 0    | 1    | 2    | 3    |
| 8                         | （AUS）                   | 0    | 1    | 1    | 2    |
| 8                         | 埃及（EGY）               | 0    | 1    | 1    | 2    |
| 10                        | 挪威（NOR）               | 0    | 1    | 0    | 1    |
| 11                        | 丹麦（DEN）               | 0    | 0    | 1    | 1    |
| 11                        | 法国（FRA）               | 0    | 0    | 1    | 1    |
| 总计（共12个国家 / 地区） | 总计（共12个国家 / 地区） | 16   | 16   | 16   | 48   |